# Profit (serie de televisión)
Profit es una serie de televisión dramática estadounidense que se emitió originalmente en 1996 en la Fox Broadcasting Company. La serie fue creada (y ocasionalmente dirigida) por David Greenwalt y John McNamara. En ella el protagonista es un criminal muy inteligente llamado Jim Profit, protagonizado por Adrian Pasdar.
Esta serie de 8 episodios, considerada por muchos hoy en día como muy adelantada a su tiempo, fue un precursor de otras series exitosas con protagonistas amorales como los que aparecieron en las series televisivas a principios del siglo XXI (con temas oscuros y personajes multidimensionales) como Los Soprano, Mad Men, Nip/Tuck, Dexter, Breaking Bad y The Shield: Al margen de la ley. Los temas controvertidos (en gran parte derivados de las formas amorales del personaje principal, al estilo de Ricardo III) hicieron que el programa fuera incómodo y desconocido para la mayor parte del público estadounidense, lo que llevó a su cancelación después de solo tres episodios, sin incluir el episodio piloto transmitido.

## Argumento
Jim Profit trabaja para la compañía multinacional Gracen & Gracen. Allí es un poderoso ejecutivo que no tiene escrúpulos. Para avanzar en su ambición utiliza métodos como la desacreditación, el soborno, el chantaje, la intimidación, el secuestro e incluso el asesinato. Todos en la compañía, incluido el presidente, Charles Gracen, son ajenos a su lado oscuro y lo tratan como un niño dorado.
Sin embargo Joanne Meltzer, la jefa de seguridad de la compañía, lo mira a los ojos y ve en él algo siniestro, comparable a su siniestra hermana maltratadora, que está en la psiquiatría. Y cuando su jefe directo, Jack Walters le ordena investigar algunas irregularidades en la empresa, le pide a Joanne que investigue. La persona que acorraló durante la investigación al respecto, Gail Koner, dice a Joanne que era Profit quien estaba detrás de ello, pero cuando Profit se enteró, convenció a esa persona a través del chantaje y el soborno de cambiar la historia que le contó a Joanne. 
Pero Joanne sabe a causa de esa experiencia personal con su hermana que Profit es peligroso. Por ello ella no cree la nueva versión y empieza a investigarlo profundamente. Descubre con el tiempo que su verdadero nombre es Jimmy Stakowski y que mató a su padre maltratador para escapar de él y tapar su pasado como parte de su plan para poder entrar luego en la empresa bajo falso nombre. Profit, dándose cuenta de las actividades de Joanne al respecto, debe por ello tapar también sus huellas e intentar encontrar una manera de neutralizar a ella y a cualquier otra persona que pudiera creerla.

## Personajes
- Jim Profit (Adrian Pasdar), un poderoso ejecutivo de la empresa multinacional Gracen & Gracen. No tiene escrúpulos y está dispuesto a todo para controlar la empresa hasta el punto de incluso asesinar para ello. Su nombre original era Jimmy Stokowski. Su madre murió, cuando era un niño. Tiene una relación incestuosa con su madre adoptiva Bobbi Stakowski. Su padre, un granjero, le maltrató durante su niñez y fue además negligente con él encerrándole en una caja de Gracen & Gracen, dándole sólo cosas de Gracen & Gracen y la posibilidad de ver televisión día y noche. A los 15 años quemó por ello a su padre y huyó. Desde entonces trabajó para entrar en Gracen & Gracen, la cual él ve como lo único positivo de su vida adoptando para ello el nombre falso de Jim Profit. Quiere neutralizar a Joanne por su intención de acabar con él.
- Joanne Metzler (Lisa Zane), la jefa de seguridad de Gracen & Gracen. Tenía una fuerte amistad con Jack Walters. Su hermana mayor la crio cuando sus padres murieron. La maltrató siempre que hacía algo mal. Acabó en la psiquiatría por su conducta violenta. Sus ojos durante sus momentos peligrosos la hacen acordar a Jim Profit, lo que le llevan a la conclusión correcta de que es peligroso. Hace todo lo posible para atraparlo y, aunque descubre su pasado y sus motivaciones, él está siempre un paso delante de ella. Tiene amistad con Jack Walters y, después de su encarcelamiento injusto, ella también se vuelve amiga de Jeffrey Sykes
- Charles Henry "Chaz" Gracen (Keith Szarabajka), el jefe de la compañía Gracen & Gracen. Es avaricioso, corrupto e infiel a su mujer. Tiene una fuerte rivalidad con su hermano Pete Gracen. Él no es consciente de la peligrosidad de Jim Profit y lo promueve, mientras que Jim se aprovecha de ello para poder acercarse a él y controlarlo con la ayuda de su madre adoptiva.
- Pete Gracen (Jack Gwaltney), el hermano de Charles Gracen. Es inmaduro, poderoso dentro de la empresa, también por su nombre, y tiene una fuerte rivalidad con su hermano. Aspira ser el jefe de la empresa hasta el punto de conspirar con otros para ello. Nora Gracen es su mujer, pero también tiene una relación tensa con ella.
- Nora Gracen (Allison Hossack), la mujer de Pete Gracen. Fue amolestada sexualmente cuando era una niña. Tiene una relación tensa con su marido, de lo que se aprovecha Jim Profit para acercarse a ella en provecho propio y para vigilar a Pete a través de ella en provecho de Charles y el suyo.
- Bobbi Stakowski (Lisa Blount), la madre adoptiva de Jim Profit. Es adicta a la heroína y tiene una relación incestuosa con Jim Profit. Ella conoce su pasado y le extorsiona para que le dé una buena vida, una elevada posición social y favores sexuales a cambio de su silencio. Jim no tiene otra opción que ceder al respecto, aunque también se encarga de que esté cerca de la familia Gracen en su nueva posición social para que le ayude en sus planes en provecho de ambos.
- Jeffrey Sykes (Sherman Augustus),  un ejecutivo de la empresa Gracen & Gracen. Él es un hombre con integridad y con fuerte capacidad para la intriga. Es el rival de Jim Profit. Entró a la empresa para actuar contra Charles Gracen, que con sus acciones corruptas contribuyó a la muerte de sus padres. Desarrolla una buena amistad con Joanne Metzler y ella le convence de la pelgrosidad de Jim Profit, lo que finalmente le lleva a ayudarla en su misión.
- Gail Koner (Lisa Darr), la secretaria de Jim Profit. Ella sabe de la peligrosidad de Jim Profit, pero aun así trabaja para él incondicionalmente para conseguir así dinero para su madre enferma y para evitar que Jim la destruya abusando de un crimen que él descubrió que hizo y que infló para así obligarla a trabajar para él. Antes trabajaba para Jack Walters y Profit la utilizó entonces para dañarlo en provecho propio. Cuando Walters se dio cuenta, la echó y entonces Jim la contrató para sus propósitos..
- Jack Walters (Scott Paulin), un poderoso ejecutivo de Gracen & Gracen. Tiene una buena amistad con Joanne Metzler, con la que tuvo en el pasado una relación amorosa. Él sabe de la peligrosidad de Jim Profit a través de Joanne y la ayuda al respecto, pero Jim Profit consigue tenderle una trampa y encerrarle por un asesinato que no cometió. Tiene una mujer y Jim Profit la utilizó para ello aprovechándose de problemas matrimoniales que tenían. Ahora ella vive cerca de la cárcel de su marido en penitencia.

## Producción
Fox era en 1996 una cadena relativamente joven y con ganas de posicionarse en segmentos nuevos de la audiencia. Por ello encargó al famoso Stephen J. Cannell una serie diferente. Cannell recurrió para ello a dos de sus guionistas de plantilla David Greenwalt y John Mcmanara, que tuvieron la idea de crear una serie con un personaje negativo de protagonista. La idea le gustó a Cannell, que le puso como nombre Profit, en homenaje a un memorable malvado llamado Mel Profit, que apareció en su serie Wiseguy. La producción de la serie se hizo en Vancouver, Columbia Británica, en Canadá.

## Recepción
La fama de la serie Profit, que al principio era un fracaso entre la audiencia, ha ido creciendo con el tiempo, tanto por las grandes críticas que tuvo en su tiempo, como por los elogios que le han dedicado desde entonces guionistas conocidos como Shawn Ryan, Ryan Murphy o Vince Gilligan, que nombran la serie como una de sus fuentes de inspiración en la creación de sus series mundialmente famosas.